# Piratisca
Piratisca là một chi bướm đêm thuộc họ Erebidae.